# Monumentum Adulitanum
El Monumentum Adulitanum era una antigua inscripción bilingüe en ge'ez y griego que representaba las campañas militares de un rey adulita. El monumento fue encontrado en la ciudad portuaria del estado de Adulis (en la actual Eritrea). Aunque los arqueólogos nunca han localizado la inscripción y el monumento en sí, se conoce por la copia de la inscripción de Cosmas Indicopleustes, un monje viajero griego del siglo VI. El texto original estaba inscrito en un trono en Adulis (ge'ez: መንበር manbar) escrito en ge'ez tanto en la escritura etíope como en el alfabeto sabeo, mientras que el griego estaba escrito en el alfabeto griego. Al ver que el texto estaba en griego y seguía una inscripción sobre las conquistas del rey Ptolomeo III Euergetes en Asia, Cosmas Indicopleustes confundió la inscripción de Axum con la continuación de la de Ptolomeo.
El texto anónimo describe las conquistas del rey en Agame (una región de Tigray, Etiopía). La inscripción también menciona la subyugación de los árabes, los sabeos y los kinaidokolpitai en el Yemen actual (y quizás en Arabia Saudita). La inscripción también señala que en la expedición del rey anónimo a las montañas más allá del Nilo, sus hombres estaban cubiertos de nieve hasta las rodillas. La inscripción termina con la afirmación del Rey de que él es el primero en haber subyugado a todos los pueblos antes mencionados y dedica su trono a Zeus (o el dios Attar, afín a la diosa semítica Astarté). 'Beher' significaba 'mar' en Ge'ez, y el nombre Beher mencionado en el monumento se refiere a la versión adulita del dios griego Neptuno y especialmente a Ares o Mahrem. La inscripción adulita del siglo III d. C. también contiene lo que puede ser la primera referencia a los agaw, refiriéndose a un pueblo llamado "Athagaus" (quizás de ʿAd Agäw).

## Texto
La siguiente traducción es de Stuart Munro-Hay.
. . . y después de haber ordenado a los pueblos cercanos a mi país que mantuvieran la paz, entré valientemente a la batalla y sometí a los siguientes pueblos; Luché contra Gaze, luego contra Agame y Siguene, y habiendo conquistado, me reservé la mitad de sus tierras y sus pueblos. Los Aua, Singabene, Aggabe, Tiamaa, Athagaous, Kalaa y Samene, que viven más allá del Nilo en montañas inaccesibles cubiertas de nieve donde las tempestades y el frío son continuos y la nieve es tan profunda que un hombre se hunde hasta las rodillas, me reduje a sumisión después de haber cruzado el río; luego Lasine, Zaa y Gabala, que habitan montañas muy escarpadas donde nacen y fluyen aguas termales; y los Atalmo y los Beja y todas las personas que levantan sus tiendas con ellos. Habiendo derrotado a los Taggaiton que habitaban hasta las fronteras de Egipto, hice construir un camino que iba desde las tierras de mi imperio a Egipto.Luego luché contra Annine y Metine que viven en montañas escarpadas, así como contra la gente de Sesea. Se refugiaron en un pico inaccesible, pero los asedié por todos lados y los capturé, y elegí entre ellos a hombres y mujeres jóvenes, niños y vírgenes. También conservé sus bienes.Derroté también al pueblo bárbaro de Rauso que vive del comercio de aromáticos, en inmensas llanuras sin agua, y a los Solate, a quienes también derroté, imponiéndoles la tarea de custodiar las vías marítimas.

Después de haber vencido y conquistado, en batallas en las que participé personalmente, a todos estos pueblos tan bien protegidos por sus montañas impenetrables, me limité a imponerles tributo y devolver voluntariamente sus tierras. Pero la mayoría de los pueblos se sometieron por su propia voluntad y me pagaron tributo.Envié una expedición por mar y tierra contra los pueblos que viven al otro lado del mar Eritreo, que son los Arabitas y los Kinaidokolpitas, y luego de subyugar a sus reyes les ordené que me pagaran tributo y les encargué garantizar la seguridad de las comunicaciones. en tierra y mar. Dirigí la guerra desde Leuke Kome hasta la tierra de los sabeos.Soy el primero y único de los reyes mis predecesores que han sometido a todos estos pueblos por la gracia que me dio mi poderoso dios Ares, quien también me engendró. A través de él he sometido a mi poder a todos los pueblos vecinos de mi imperio, al este a la Tierra de los Aromáticos, al oeste a la tierra de Etiopía y Sasu; algunos los luché yo mismo, contra otros envié mis ejércitos.Cuando hube restablecido la paz en el mundo que está sujeto a mí, vine a Adulis para sacrificarme por la seguridad de los que navegan por el mar, a Zeus, Ares y Poseidón. Después de unir y volver a reunir mis ejércitos, instalé aquí este trono y lo consagré a Ares, en el año veintisiete de mi reinado.